# Szugamói börtön

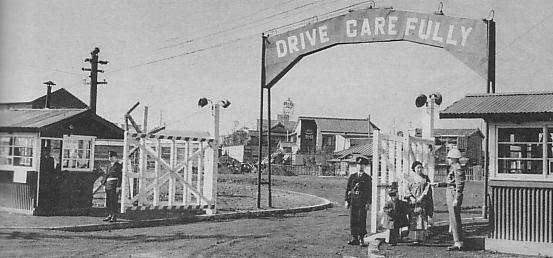
A börtön bejárata

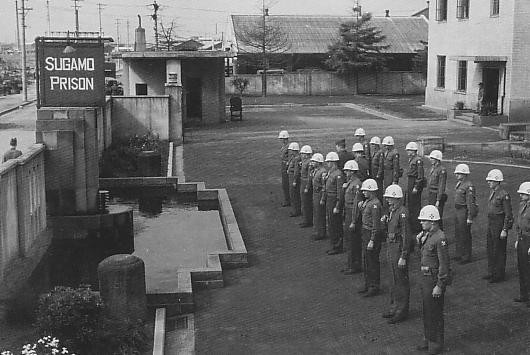
Börtönőrök a börtön udvarán

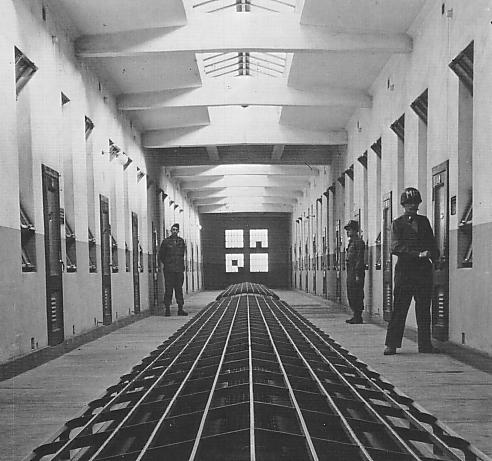
A börtön egyik folyosója

A Szugamói börtön (巣鴨拘置所; Szugamo Kócsi-so; Hepburn: Sugamo Kōchi-sho) egy japán börtön volt Tokió Ikebukuro kerületében, amely az 1920-as évektől kezdve egészen 1971-ig működött.

## Története
A börtönt 1920-as években építették európai börtönök mintájára, politikai foglyok számára. Az 1930-as és '40-es években sok kommunistát és egyéb másként gondolkodót tartottak itt fogva. Őket azonban ritkán kínozták meg, inkább eszméik feladására próbálták őket rávenni, egyfajta átneveléssel. A szövetséges kémek is ide kerültek lebukásuk esetén, mint például Richard Sorge, akit 1944. november 7-én akasztottak fel a börtönben.
Az épület a második világháborús bombázásokban nem sérült meg, így az épületet a Japánt megszálló szövetséges erők arra használták, hogy itt tartsák a tokiói perben háborús bűnökkel vádolt japánokat, amíg sor kerül tárgyalásukra. A tárgyalások után 1948. december 23-án itt akasztották fel a hét halálraítéltet.
Eredeti területe 2,43 hektár volt. Később a külső kerítés megépítése mintegy duplájára növelte területét. 1945 decembere és 1952 májusa között az Amerikai Egyesült Államok 8. hadserege üzemeltette az épületet, azonban a tényleges munkát a japán személyzet végezte el. A börtön védelmét 2500 katona látta el összesen, ám egy időben sosem voltak többen 500-nál, míg a foglyok száma 2000 körül volt. A börtönlakók japán ételeket fogyasztottak, amelyet a japán személyzet készített el, ám felszolgálását már a foglyoknak kellett elvégezniük. Előfordult, hogy a négy évig miniszterelnöki tisztséget betöltő Tódzsó Hideki szolgálta fel az ételt a többi A osztályú háborús bűnösnek.
A megszállás vége után az épület a japán kormányhoz került vissza, amely a maradék foglyokat szabadlábra helyezte, majd a börtön 1971-ig folytatta működését, amikor kora miatt bezárása mellett döntöttek. 1978-ban az épület helyén a Sunshine 60 felhőkarcoló épült fel.

## Híres kivégzettek
- A tokiói perben halálra ítélt japán háborús főbűnösök, 1948. december 23-án:
  - Tódzsó Hideki miniszterelnök 1941 és 1944 között
  - Hirota Kóki miniszterelnök 1936 és 1937 között, később külügyminiszter
  - Doihara Kendzsi tábornok, hírszerzőtiszt
  - Itagaki Szeisiró volt hadügyminiszter és tábornok
  - Kimura Heitaró tábornok, a burmai erők parancsnoka
  - Macui Ivane tábornok, a nankingi mészárlást elkövető csapatok parancsnoka
  - Mutó Akira, tábornok, a Fülöp-szigeteki erők parancsnoka
- Külföldi kémek:
  - Richard Sorge
  - Ozaki Hocumi

### Fordítás
Ez a szócikk részben vagy egészben  a   Sugamo Prison című angol Wikipédia-szócikk ezen változatának fordításán alapul.  Az eredeti cikk szerkesztőit annak laptörténete sorolja fel. Ez a jelzés csupán a megfogalmazás eredetét és a szerzői jogokat jelzi, nem szolgál a cikkben szereplő információk forrásmegjelöléseként.